# 861-es főút (Magyarország)
A 861-es főút Kópházát köti össze az osztrák határral. Hossza kicsivel több mint 2 kilométer.

## Nyomvonala
Kópháza belterületének északi szélén ágazik ki a 84-es főútból, annak a 114+700-as kilométerszelvénye táján lévő körforgalmú csomópontjából, délnyugat felé. Mintegy 300 méter után áthalad az Ikva felett, majd a 450-es méterszelvénye táján kiágazik belőle nyugati irányban a 86 134-es számú mellékút – ez korábban Harka község felé vezetett, de az M85-ös autóút építésével kettévágták, ezáltal megfosztva korábbi funkciójától.
Az 1+150-es kilométerszelvénye táján az út felüljárón elhalad a Sopron–Szombathely-vasútvonal vágányai felett, majd 1,4 kilométer megtételét követően az M85-ös két pályatestje alatt is. Nem sokkal ezután a 861-es is két külön pályatestre válik szét, így halad el az egykori határátkelőhely létesítményei között, és így éri el az országhatárt is.
Folytatása a határon túl, Sopronkeresztúr (Deutschkreuz) területén már B62-es osztrák útszámozással húzódik, ez utóbbi út az S31-es autóút Veperd (Weppersdorf) és Sopronszentmárton (Markt Sankt Martin) közti csomópontját köti össze az országhatárral.

## Története
1934-ben a kereskedelem- és közlekedésügyi miniszter 70 846/1934. számú rendelete harmadrendű főúttá nyilvánította, 846-os útszámozással.